# Катышёр
Катышёр — горно-таёжная река в России, протекает по Свердловской области. Устье реки находится в 204 км от устья Лобвы по левому берегу. Длина реки составляет 11 км, расположена на склонах массива Конжаковский камень.
Истоки реки Катышёр (в верховьях Северный Катышёр) объявлены гидро- и геоморфологическим памятником природы.

## Данные водного реестра
По данным государственного водного реестра России относится к Иртышскому бассейновому округу, водохозяйственный участок реки — Тавда от истока и до устья, без реки Сосьва от истока до водомерного поста у деревни Морозково, речной подбассейн реки — Тобол. Речной бассейн реки — Иртыш.
Код объекта в государственном водном реестре — 14010502512111200010935.